# Peiper (Familie)

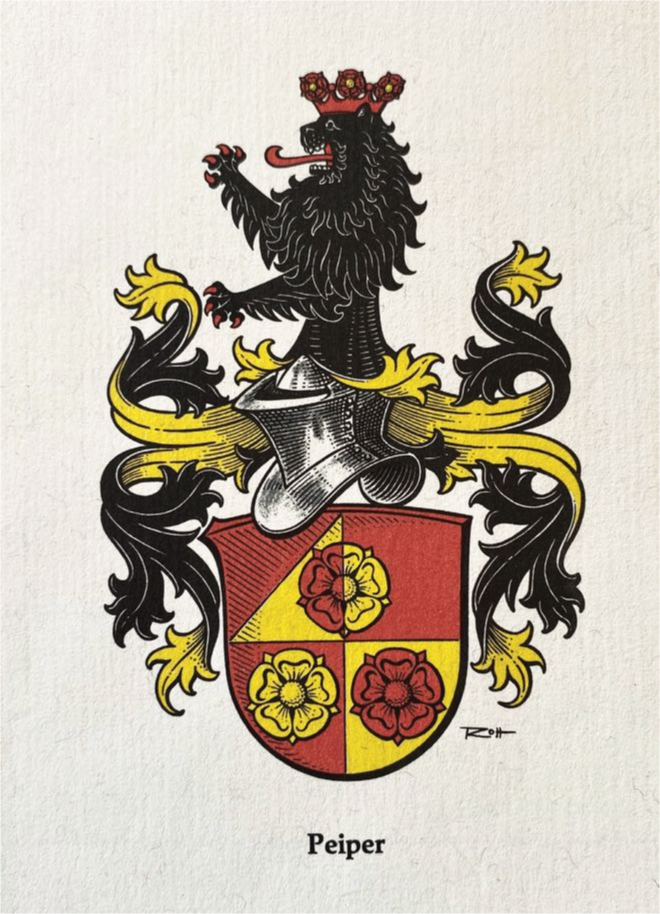
Wappen der Familie Peiper

Die Familie Peiper ist ein bürgerliches Geschlecht aus Schlesien, das bis in das Jahr 1550 zurückverfolgt werden kann.

## Geschichte
Ursprünglich wohl aus Flandern kommend, ist die Familie zunächst in Breslau nachzuweisen.
Als Stammvater der Familie gilt Hans Peiper, der um 1550 im schlesischen Friedland geboren wurde. Seine Frau Anna starb am 22. November 1622 zu Schmiedeberg.
Die ununterbrochene Stammreihe über 11 Generationen beginnt mit dem am 8. Januar 1577 in Breslau geborenen George Peiper(t), einem Schmiedemeister in Schmiedeberg. Von dort aus teilte sie sich in mehrere Äste auf, so Hayna, Schmiedeberg, Bunzlau, Königsberg und Greifswald.
Die Familie lebt bis heute fast ausnahmslos in Deutschland. Nachfahren leben auch in den USA. Es existieren keinerlei Schreibvarianten des Familiennamens.
Während die Familie zunächst überwiegend protestantische Pastoren stellte, wandten sich im 19. Jahrhundert die Mehrzahl der männlichen Familienmitglieder der Medizin, seltener dem Militär zu.

## Wappen
Das Wappen ist von Gold und Rot geviert und in Feld 1 schräglinks geteiltem Schild drei (1:2) Rosen in verwechselten Farben. Auf dem Helm mit schwarz-goldenen Decken ein wachsender, rotbewehrter, schwarzer Löwe mit einer roten Krone, deren 3 Blätter die Form von Rosen haben. Wappen in Anlehnung an das Peiper'sche Wappensiegel von 1723.

## Bekannte Namensträger
- Carl Rudolf Samuel Peiper (1798–1879), Philologe und Orientalist
- Rudolf Peiper (1834–1898), Klassischer Philologe und Gymnasiallehrer
- Erich Peiper (1856–1938), Kinderarzt
- Otto Peiper (1876–1951), Mediziner und Tropenarzt
- Albrecht Peiper (1889–1968), Kinderarzt
- Herbert Peiper (1890–1952), Chirurg und Hochschullehrer
- Ulrich Peiper (Mediziner, 1894) (1894–1974), Kinderarzt
- Joachim Peiper (1915–1976), SS-Obersturmbannführer und verurteilter Kriegsverbrecher
- Detlev Peiper (1924–2005), Münchner Stadtbaurat
- Hans-Jürgen Peiper (1925–2025), Chirurg und Hochschullehrer
- Ulrich Peiper (Mediziner, 1933)  (1933–2023), Physiologe und Hochschullehrer
- Christian Peiper (* 1960), Chirurg
- Matthias Peiper (* 1964), Chirurg und Hochschullehrer